# Asgeir Kleppa
Asgeir Kleppa (Kleppe, 25 marzo 1955) è un allenatore di calcio ed ex calciatore norvegese, di ruolo difensore.

## Carriera

### Giocatore

#### Club
Kleppa giocò con la maglia del Bryne dal 1976 al 1981. Passò poi un biennio al Brann. Con questa maglia, vinse la Coppa di Norvegia 1982. Tornò poi al Bryne, giocandovi dal 1984 al 1985. Dal 1987 al 1989, fu allenatore-giocatore dell'Ålgård.

### Allenatore
In seguito, fu nuovamente allenatore dell'Ålgård, ricoprendo questo incarico fino al 1992.

## Palmarès

### Giocatore

#### Club

##### Competizioni nazionali
- Coppa di Norvegia: 1

Brann: 1982